# Marmorkirken
L'església de Frederic (en danès: Frederiks Kirke), popularment coneguda com l'església de Marbre (en danès: Marmorkirken) és una església de Copenhaguen, Dinamarca.
L'església va ser dissenyada per l'arquitecte Nicolai Eigtved el 1740 i va ser juntament amb la resta de Frederiksstaden, un barri de Copenhaguen, destinada a commemorar els 300 anys del jubileu de la primera coronació d'un membre de la Casa d'Oldenburg.

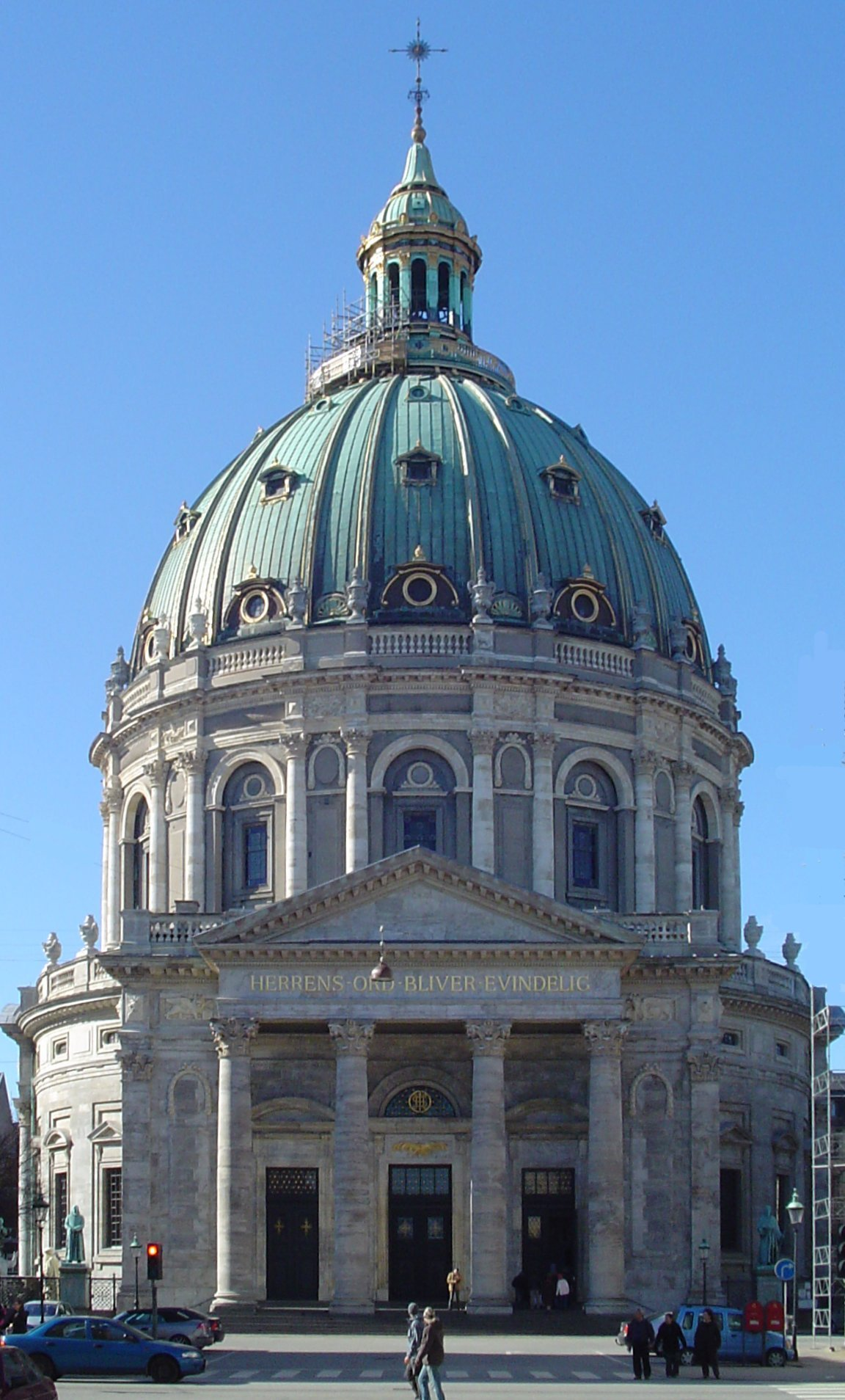
Vista frontal

L'església de Frederic té la cúpula d'església més gran d'Escandinàvia, amb una envergadura de 31 metres. La cúpula descansa sobre 12 columnes. La inspiració va ser probablement la basílica de Sant Pere de Roma.
La primera pedra va ser col·locada pel rei Frederic V el 31 d'octubre de 1749, però la construcció es va veure afectada per les retallades pressupostàries i la mort de Eigtved el 1754.
El 1770 els plans originals de l'església van ser descartats per Johann Friedrich Struensee. L'església va quedar incompleta i, tot i diverses iniciatives per completar-la, va quedar aturada gairebé 150 anys.
La versió actual de l'església va ser dissenyada per Ferdinand Meldahl i finançada per Carl Frederik Tietgen. Va ser inaugurada el 19 d'agost de 1894.
Una sèrie d'estàtues de teòlegs i eclesiàstics envolten la base de l'edifici.